# Nemeton
La parola gallica Nemeton (al plurale Nemeta) designava il santuario, il luogo specifico in cui i Celti praticavano i loro culti, sotto la direzione dei druidi.
L'equivalente gaelico è Nemed che significa «sacro» (nyfed in lingua gallese, neved in lingua bretone). Strabone afferma che il nome del santuario dei Galati d'Anatolia era Drunemeton.
Il Nemeton veniva chiamato da molti come "faro del soprannaturale" e veniva rappresentato da molti come un albero di cui rimase solo il tronco e le radici ma la parte superiore fu tagliata.